# Pyura chilensis
Pyura chilensis, được gọi piure trong tiếng Tây Ban Nha, là một loài động vật của họ Pyuridae. Nó được mô tả năm 1782 bởi Juan Ignacio Molina.

## Mô tả
Pyura chilensis là một loài động vật sống đuôi tương tự như một khối cơ quan bên trong một tảng đá. Nó thường được tìm thấy trong tụ tập dày đặc trên các bãi biển của Chile và Peru. Nó kiếm ăn bằng cách hút nước biển và lọc ra các vi sinh vật.
P. chilensis có một số đặc điểm cơ bản chung của động vật có xương sống như có dây sống và khoang hầu. Nó sinh ra là con đực, trở thành lưỡng tính khi lớn lên và sinh sản bằng cách tung những đám mây tinh trùng và trứng vào nước xung quanh. Nếu nó ở một mình, nó sẽ sinh sản bằng cách tự thụ tinh.
Máu của nó chứa nồng độ cao của vanadi, có thể là mười triệu lần tìm thấy trong nước biển xung quanh; mặc dù nguồn và chức năng của nguyên tố này không rõ.

## Ngư nghiệp
Trên bờ biển Chile, các đàn P. chilensis được đánh bắt rất nhiều. Loài động vật này cũng là một trong những nguồn thực phẩm chính đối với các loài thủy sản địa phương khác như bào ngư Chile (Concholepas concholepas), sự gia tăng mạnh của bào ngư Chile đã đe dọa và hạn chế nghiêm trọng sự tăng trưởng của P. chilensis trong hơn hai thập kỷ.
Ngư dân địa phương thường mặc "wet suit" và kính bảo hộ để thu gom chúng, chủ yếu ở vùng núi đá gần bờ, nhưng đôi khi xa hơn ra biển.
Ngư dân thường cắt P. chilensis thành lát với cưa tay, sau đó sử dụng ngón tay để kéo vòi hút (mà họ gọi là tetas, hoặc "vú") từ vỏ. Thịt thường được bán khi còn tươi, nhưng có thể được đóng hộp. Nó được xuất khẩu sang nhiều nước, đến năm 2007, Thụy Điển (32,5%) và Nhật Bản (24,2%).

## Ẩm thực

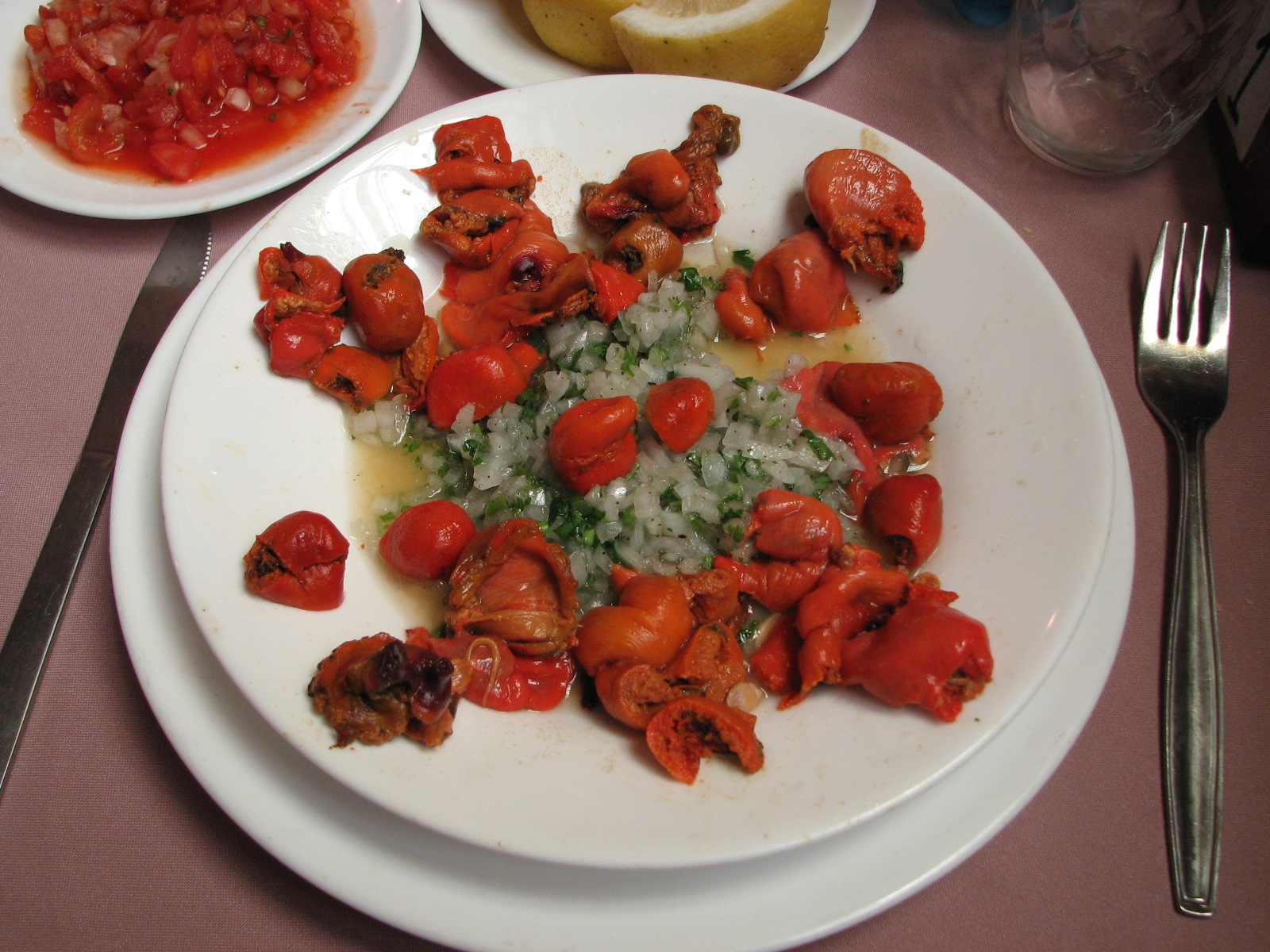
Piure ăn sống ở Valparaíso

Thịt, có một hương vị mạnh, có thể ăn sống hoặc nấu chín. Hương vị của nó được mô tả là tương tự như của iod hay "một cái gì đó giống như một con nhím biển mặc dù ít tinh tế trong hương vị" và "hơi đắng, vị như xà phòng". Nó thường được cắt thành miếng nhỏ, và pha thêm gia vị với hành tây, rau mùi, và chanh vàng. Thái nhỏ và dun sôi,, nó được phục vụ như một phần của nhiều món ăn, đặc biệt là arroz con piure picado, hay "cơm với piure thái nhỏ". Nó cũng có thể được chiên và ăn với bánh mì.
Có những lo ngại về sự an toàn của việc ăn P. chilensis, như nồng độ cao của vanadi, lên đến 1,9 mg/ kg được tìm thấy trong huyết tương khô. Vanadi là một kim loại nặng, được coi là độc hại. Chế độ ăn uống trung bình cung cấp một lượng nhỏ vanadi; thường 6-18 microgram (µg). Theo Đại học Trung tâm Y tế Maryland, vanadi có thể gây tổn thương gan ở liều lương cao 1,8 mg hoặc nhiều hơn mỗi ngày. Không có nghiên cứu chuyên sâu đã được thực hiện để xác định số lượng vanadi chứa trong máu hoặc mô của P. chilensis, cũng không trong các món ăn điển hình có chứa thịt của nó.